# Maya, donne-moi un autre titre
 (juillet 2025).
Si vous disposez d'ouvrages ou d'articles de référence ou si vous connaissez des sites web de qualité traitant du thème abordé ici, merci de compléter l'article en donnant les références utiles à sa vérifiabilité et en les liant à la section « Notes et références ».
Série
Maya, donne-moi un titre
(2024)
Pour plus de détails, voir Fiche technique et Distribution.
Maya, donne-moi un autre titre est un film d'animation film français réalisé par Michel Gondry et sorti en 2025.
Il s'agit de la suite de Maya, donne-moi un titre, sorti en 2024. Il est présenté au festival international du film d'animation d'Annecy 2025.

## Fiche technique
Sauf indication contraire, les informations mentionnées dans cette section peuvent être confirmées par les bases de données cinématographiques IMDb et Allociné,  présentes dans la section « Liens externes ».
- Titre original : Maya, donne-moi un autre titre
- Réalisation et scénario : Michel Gondry
- Musique : Jean-Michel Bernard
- Photographie : Laurent Brunet
- Montage : Élise Fievet
- Animation : Michel Gondry
- Production : Georges Bermann
- Société de production : Partizan
- Société de distribution : The Jokers (France)
- Budget : 714 000 euros
- Pays de production :  France
- Langue originale : français
- Format : couleur - 1,85:1
- Genre : animation
- Durée : 63 minutes
- Dates de sortie[1] :
  - France : 11 juin 2025 (festival d'Annecy) ; 18 juin 2025 (sortie nationale)

## Distribution des voix
Sauf indication contraire, les informations mentionnées dans cette section peuvent être confirmées par les bases de données cinématographiques IMDb et Allociné,  présentes dans la section « Liens externes ».
- Blanche Gardin : la narratrice
- Maya Gondry : elle-même